# Leopoldovo jezero
Leopoldovo jezero (francouzsky Lac Mai-Ndombe, do roku 1972 lac Léopold II) je jezero v centrální části Konžské pánve v Demokratické republice Kongo. Má rozlohu 2 325 km². Průměrná hloubka kolísá podle sezóny mezi 2,5 až 5 m a dosahuje maximální hloubky 7 m.

## Pobřeží
Pobřeží je silně členité, částečně vysoké a částečně nízké. Je bažinaté a pokryté hustými tropickými lesy.

## Vodní režim
Nejvyšší zvýšení hladiny nastává v září a v říjnu. V období dešťů se rozloha jezera zvětšuje až na 8 200 km². Z jezera odtéká řeka Fimi, pravý přítok řeky Kasai (povodí Konga).

## Fauna a flóra
Na jezeře je rozvinutý rybolov.

## Lodní doprava
Na jezeře je rozvinutá místní vodní doprava

## Historie
Bylo objeveno v roce 1882 H. M. Stanleyem a pojmenováno na počest Leopolda II., belgického krále.

## Odkazy

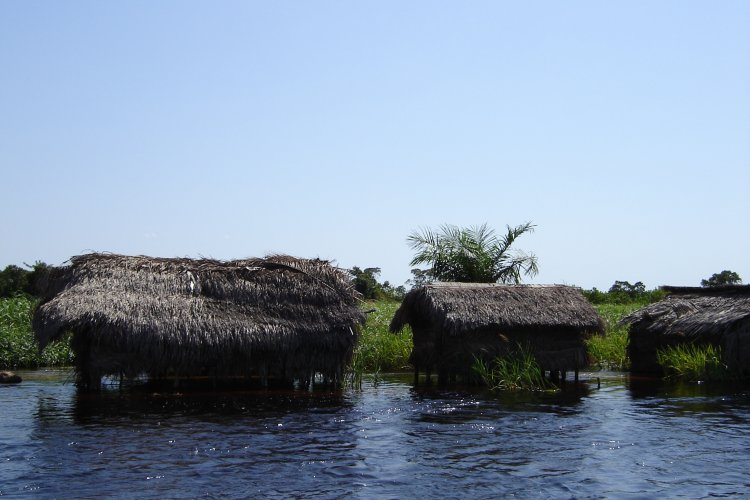
Chýše na Leopoldově jezeře